# Johann Rattenhuber
Johann Rattenhuber (Munique, 30 de abril de 1897 - Munique, 30 de junho de 1957), também conhecido como Hans Rattenhuber, foi um policial alemão e um general da SS (Gruppenführer, i.é. Generalleutnant). Rattenhuber era o segurança particular (RSD) do ditador nazista Adolf Hitler de 1933 até 1945.
Em janeiro de 1942, as unidades RSD de Rattenhuber participaram do fuzilamento em massa de 227 judeus em Strizhavka. Após a guerra, ele foi libertado da prisão soviética em 10 de outubro de 1955 e teve permissão para ir para a Alemanha Ocidental. 
Sepultado no Ostfriedhof em Munique.